# Gare du Valdahon-Camp-Militaire
Ne doit pas être confondu avec Gare du Valdahon.
La gare du Valdahon-Camp-Militaire est une gare ferroviaire française de la ligne de Besançon-Viotte au Locle-Col-des-Roches, située sur le territoire de la commune de Valdahon, dans le département du Doubs, en région Bourgogne-Franche-Comté.
C'est une halte destinée aux militaires (elle permet la dépose de troupe lors de l'arrivée de convois par le rail). Elle est également ouverte aux voyageurs civils.

## Situation ferroviaire
Établie à 626 mètres d'altitude, la gare du Valdahon-Camp-Militaire est située au point kilométrique (PK) 435,760 de la ligne de Besançon-Viotte au Locle-Col-des-Roches, entre les gares d'Étalans et du Valdahon.

## Fréquentation
La fréquentation de la gare est détaillée dans le tableau ci-dessous :
| Année     | 2015  | 2016  | 2017  | 2018  | 2019  | 2020  | 2021  | 2022  | 2023   | 2024  |
| --------- | ----- | ----- | ----- | ----- | ----- | ----- | ----- | ----- | ------ | ----- |
| Voyageurs | 3 740 | 3 147 | 4 331 | 3 377 | 6 273 | 4 850 | 4 328 | 9 246 | 12 941 | 9 156 |

## Service des voyageurs

### Accueil
Il n'y a pas de bâtiment voyageurs mais seulement une aubette avec un quai latéral pour permettre la descente ou la montée des voyageurs, principalement des militaires du camp voisin.

### Desserte

#### TER Bourgogne-Franche-Comté
- relation Besançon-Viotte → Valdahon → Morteau → La Chaux-de-Fonds

Tous les trains TER de la ligne de Besançon au Locle desservent cette halte.

## Photos

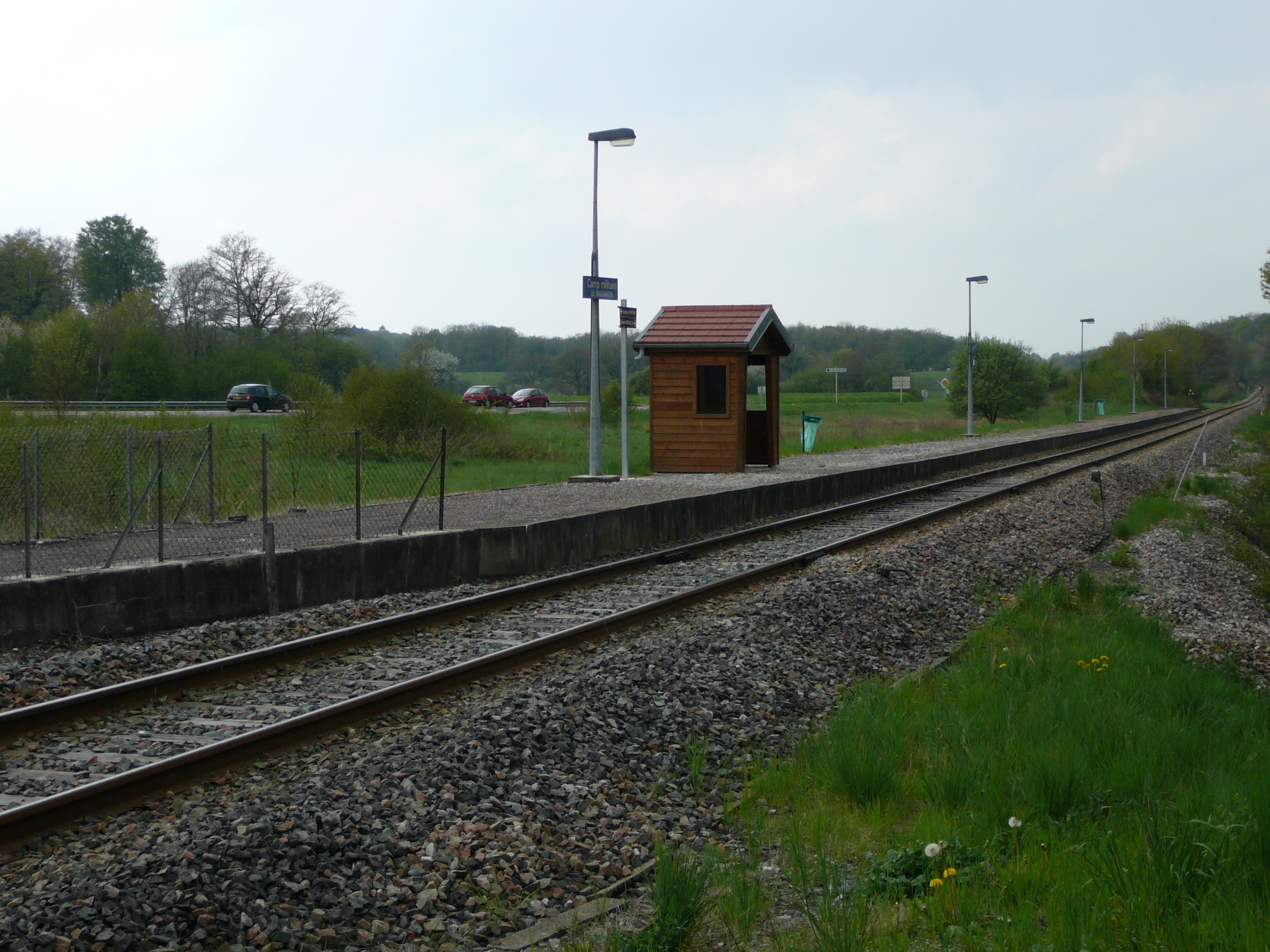
Halte vue direction Besançon.
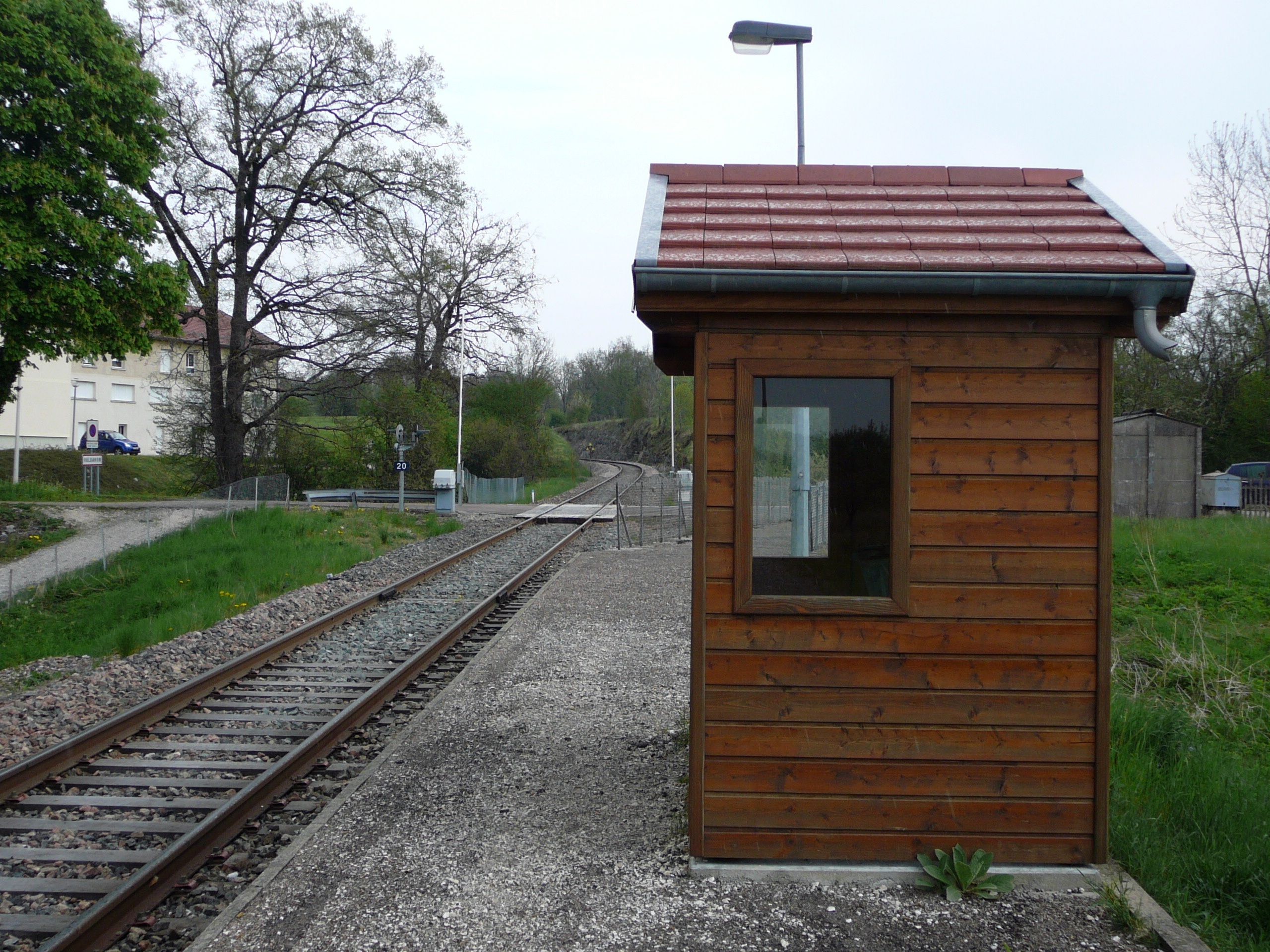
Halte vue direction Valdahon.
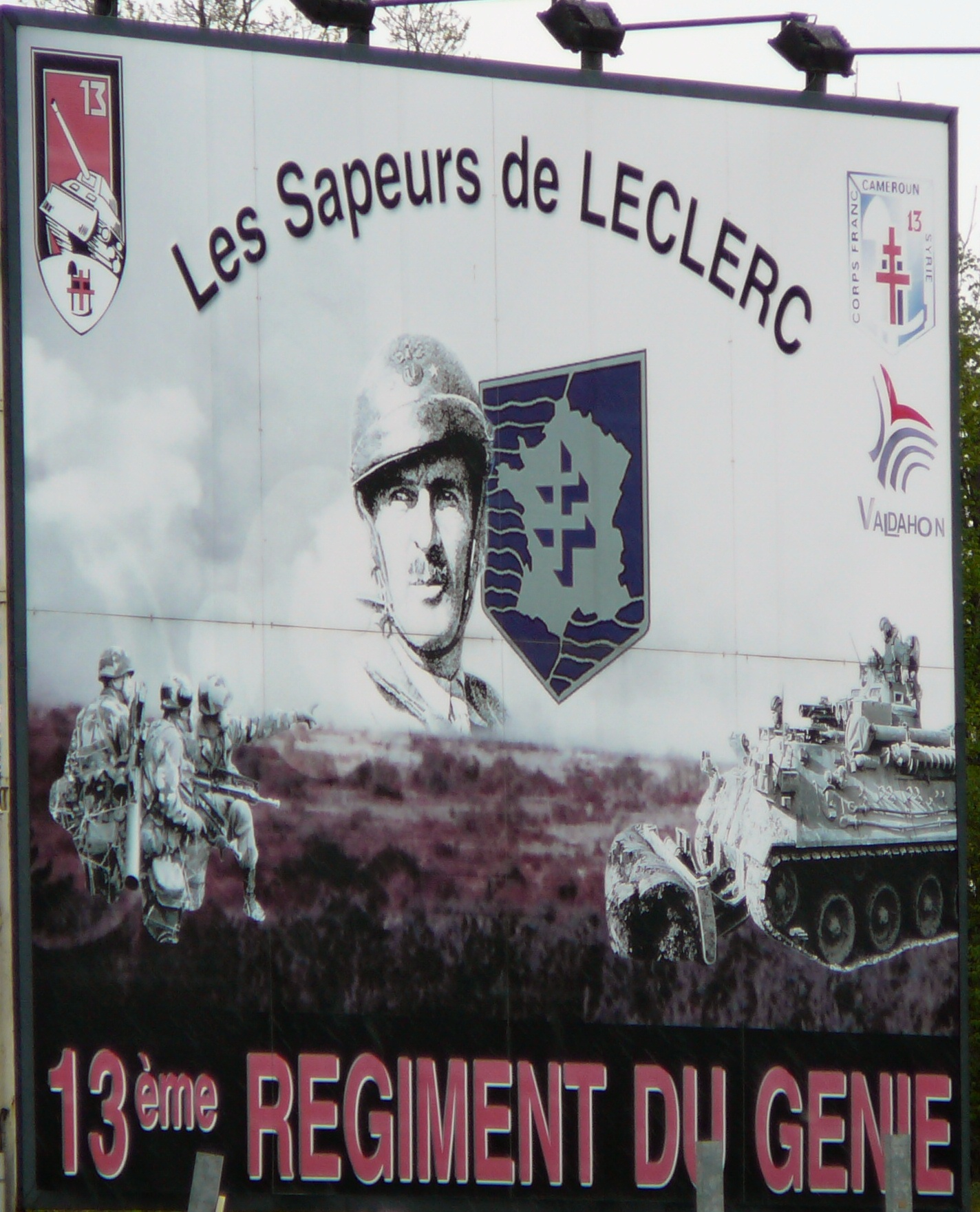
Halte ferroviaire du 13e régiment du Génie de Valdahon.